# Film croati proposti per l'Oscar al miglior film straniero
A partire dal 1993, cioè successivamente all'indipendenza, la Croazia ha cominciato a presentare film all'Academy of Motion Picture Arts and Sciences che la rappresentassero all'Oscar come miglior film di lingua straniera. 
Ad oggi nessuno di questi film è rientrato nella cinquina finalista della categoria. 
I registi selezionati più volte sono Zrinko Ogresta, Arsen Anton Ostojić e Branko Schimidt con tre film presentati. 
| Anno | Film                                                           | Regia                        | Risultato     |
| ---- | -------------------------------------------------------------- | ---------------------------- | ------------- |
| 1993 | Priča iz Hrvatske                                              | Krsto Papić                  | Non candidato |
| 1994 | Kontesa Dora                                                   | Zvonimir Berković            | Non candidato |
| 1995 | Vukovar se vraća kući                                          | Branko Schmidt               | Non candidato |
| 1996 | Isprani                                                        | Zrinko Ogresta               | Non candidato |
| 1997 | Nausikaja                                                      | Vicko Ruić                   | Non candidato |
| 1998 | Lapitch, il piccolo calzolaio (Čudnovate zgode Šegrta Hlapića) | Milan Blažeković             | Non candidato |
| 1999 | Transatlantik                                                  | Mladen Juran                 | Non candidato |
| 2000 | Crvena prašina                                                 | Zrinko Ogresta               | Non candidato |
| 2001 | Maršal                                                         | Vinko Brešan                 | Non candidato |
| 2002 | Vukovar se vraća kući                                          | Branko Schmidt               | Non candidato |
| 2003 | Ragazze belle e morte (Fine mrtve djevojke)                    | Dalibor Matanić              | Non candidato |
| 2004 | Svjedoci                                                       | Vinko Brešan                 | Non candidato |
| 2005 | Duga mračna noć                                                | Antun Vrdoljak               | Non candidato |
| 2006 | Ta divna splitska noć                                          | Arsen Anton Ostojić          | Non candidato |
| 2007 | Libertas                                                       | Veljko Bulajić               | Non candidato |
| 2008 | Armin                                                          | Ognjen Sviličić              | Non candidato |
| 2009 | Ničiji sin                                                     | Arsen Anton Ostojić          | Non candidato |
| 2010 | Somaro (Kenjac)                                                | Antonio Nuić                 | Non candidato |
| 2011 | Crnci                                                          | Goran Dević e Zvonimir Jurić | Non candidato |
| 2012 | Sedamdeset i dva dana                                          | Danilo Šerbedžija            | Non candidato |
| 2013 | Ljudožder vegetarijanac                                        | Branko Schmidt               | Non candidato |
| 2014 | Halimin put                                                    | Arsen Anton Ostojić          | Non candidato |
| 2015 | Kauboji                                                        | Tomislav Mršić               | Non candidato |
| 2016 | Sole alto (Zvizdan)                                            | Dalibor Matanić              | Non candidato |
| 2017 | Dall'altra parte (S one strane)                                | Zrinko Ogresta               | Non candidato |
| 2018 | Ne gledaj mi u pijat                                           | Hana Jušić                   | Non candidato |
| 2019 | Osmi povjerenik                                                | Ivan Salaj                   | Non candidato |
| 2020 | Mali                                                           | Antonio Nuić                 | Non candidato |
| 2021 | Extracurricular (Dopunska nastava)                             | Ivan-Goran Vitez             | Non candidato |
| 2022 | Tereza37                                                       | Danilo Šerbedžija            | Non candidato |
| 2023 | Safe Place (Sigurno mjesto)                                    | Juraj Lerotić                | Non candidato |

| Non candidato | Il film è stato proposto dalla Croazia, ma non è stato candidato dall'Academy of Motion Picture Arts and Sciences. |
| Short-list    | Il film è entrato nella "short-list" stilata a gennaio dei nove candidati per l'Oscar al miglior film straniero.   |
| Candidato     | Il film è entrato a far parte dei cinque candidati per l'Oscar al miglior film straniero.                          |
| Vincitore     | Il film ha vinto l'Oscar al miglior film straniero.                                                                |